# Hollywood (canción de Jay-Z)
«Hollywood» es una canción de Jay-Z con Beyoncé producida por Scyience y lanzada en América Anglosajona por Universal Music Group, durante el primer cuarto de 2007, como el cuarto y último sencillo del noveno álbum de estudio del rapero, Kingdom Come.

## Video musical
El video musical se espera sea la continuación de "Upgrade U", uno de los sencillos del álbum B'Day de Beyoncé. Los dos vídeos musicales son supuestos a ser dirigidos por el famoso director de vídeos musicales Hype Williams, quien dirigió el video del éxito número uno "Check on It".

## Lista de canciones y formatos
1. «Hollywood» [Clean Radio Edit] 04:00
2. «Hollywood» [Main] 04:20
3. «Hollywood» [Instrumental] 04:18